# Team Ista
Das Team Ista war ein deutsches Radsportteam.
Die Mannschaft wurde 2007 gegründet und hatte eine UCI-Lizenz als Continental Team, mit der sie hauptsächlich an Rennen der UCI Europe Tour teilnahm. Als Sportliche Leiter fungierten Hartmut Täumler, Lothar Becker und David Heine. Der Sponsor ista Deutschland ist ein Energiedienstleister. Die Mannschaft wurde mit Fahrrädern der Marke Storck ausgestattet.
Ende der Saison 2008 wurde die Mannschaft aufgelöst.

## Saison 2008

### Erfolge in den Continental Circuits
| Datum    | Rennen                        | Fahrer                 |
| -------- | ----------------------------- | ---------------------- |
| 2. April | 1. Etappe Cinturón a Mallorca | Jörg Lehmann           |
| 11. Mai  | 3. Etappe Tour de Berlin      | Jörg Lehmann           |
| 25. Mai  | Grand Prix Palma              | Christoph Meschenmoser |
| 21. Juni | Prolog Tour de Korea-Japan    | Christopher Schmieg    |
| 27. Juni | 3. Etappe Tour de Korea-Japan | Ralf Matzka            |

### Zugänge – Abgänge
| Zugänge                | Team 2007    | Abgänge         | Team 2008            |
| ---------------------- | ------------ | --------------- | -------------------- |
| Christoph Meschenmoser | Skil-Shimano | Patrik Keller   | PSK Whirlpool-Author |
| Sebastian Baldauf      | Neoprofi     | Michael Haiser  | Stegcomputer-CKT     |
| Matthias Brändle       | Neoprofi     | Stephan Lägeler | Unbekannt            |
| Marcel Fischer         | Neoprofi     | Peter Magyarosi | Unbekannt            |
| Jörg Lehmann           | Neoprofi     | Patrick Nuber   | Unbekannt            |
| Ralf Matzka            | Neoprofi     | Thomas Wagner   | Unbekannt            |
| Dominik Nerz           | Neoprofi     |                 |                      |
| Fabian Schaar          | Neoprofi     |                 |                      |
| Christopher Schmieg    | Neoprofi     |                 |                      |

### Mannschaft
| Name                   | Geburtstag        | Nationalität | Team 2009                     |
| ---------------------- | ----------------- | ------------ | ----------------------------- |
| Sebastian Baldauf      | 22. Februar 1989  | Deutschland  | Continental Team Milram       |
| Matthias Brändle       | 7. Dezember 1989  | Österreich   | Elk Haus-Simplon              |
| Marcel Fischer         | 17. Oktober 1987  | Deutschland  | Team Sparkasse                |
| Rolf Hofbauer          | 2. Dezember 1986  | Deutschland  |                               |
| Nico Keinath           | 14. Januar 1987   | Deutschland  | Hadimec-Nazionale Elettronica |
| Tim Klotz              | 12. April 1988    | Deutschland  |                               |
| Jörg Lehmann           | 17. November 1987 | Deutschland  | KED-Bianchi Team Berlin       |
| Ralf Matzka            | 24. August 1989   | Deutschland  |                               |
| Christoph Meschenmoser | 29. Juni 1983     | Deutschland  | Karriereende                  |
| Dominik Nerz           | 25. August 1989   | Deutschland  | Continental Team Milram       |
| Fabian Schaar          | 13. März 1989     | Deutschland  | Team Cycling Sports           |
| Christopher Schmieg    | 3. März 1989      | Deutschland  | Continental Team Milram       |
| Robin Schmuda          | 9. Mai 1986       | Deutschland  |                               |
| Nikolai Schwarz        | 2. Juli 1986      | Deutschland  |                               |
| Stagiaires             | Stagiaires        | Nationalität | Nationalität                  |
| David Rösch            | David Rösch       | Deutschland  | Atlas-Romer’s Hausbäckerei    |

## Platzierungen in UCI-Ranglisten
UCI Asia Tour
| Saison | Mannschaftswertung | Fahrerwertung |
| ------ | ------------------ | ------------- |
| 2008   | 35.                |               |